# Turn-Europameisterschaften 2013
| 5. Turn-Europameisterschaften im Einzel | 5. Turn-Europameisterschaften im Einzel |
| --------------------------------------- | --------------------------------------- |
|                                         |                                         |
| Veranstaltungsort                       | Moskau (Russland)                       |
| Teilnehmende Länder                     | 37                                      |
| Teilnehmende Athleten                   | 235                                     |
| Wettbewerbe                             | 12                                      |
| Eröffnung                               | 17. April 2013                          |
| Abschluss                               | 21. April 2013                          |
| Chronik                                 |                                         |
| ← Turn-EM 2011                          | Turn-EM 2015 →                          |

Die fünften Turn-Europameisterschaften im Einzel fanden vom 17. bis 21. April 2013 in Moskau statt. Veranstaltungsort war die 30.000 Zuschauer fassende Hallensportstätte Olimpijski.
Die russische Hauptstadt richtete zum zweiten Mal nach 1987 die kontinentalen Titelkämpfe aus.
Erfolgreichste Nation wurde Russland mit insgesamt zehn Medaillen und sechs Titeln. Erfolgreichste Athlet war Max Whitlock mit einer Gold-, einer Silber- und einer Bronzemedaille. Bei den Frauen gewann die Rumänin Larisa Iordache mit einer Gold-, einer Silber- und einer Bronzemedaille, die meisten Medaillen.

## Medaillengewinner
| Disziplin       | Gold                            | Silber            | Bronze                                   |
| --------------- | ------------------------------- | ----------------- | ---------------------------------------- |
| Männer          |                                 |                   |                                          |
| Einzelmehrkampf | Dawid Beljawski                 | Max Whitlock      | Oleh Wernjajew                           |
| Bodenturnen     | Max Whitlock Alexander Shatilov |                   | Andrea Cingolani                         |
| Seitpferd       | Daniel Keatings                 | Krisztián Berki   | Max Whitlock                             |
| Ringe           | Samir Aït Saïd Ihor Radiwilow   |                   | Danny Phinheiro-Rodrigues Matteo Morandi |
| Sprung          | Denis Abljasin                  | Flavius Koczi     | Artur Dawtjan                            |
| Barren          | Oleh Stepko                     | Lucas Fischer     | Dawid Beljawski                          |
| Reck            | Emin Garibow                    | Sam Oldham        | Aliaksandr Tsarevich                     |
| Frauen          |                                 |                   |                                          |
| Einzelmehrkampf | Alija Mustafina                 | Laris Iordache    | Anastassija Grischina                    |
| Sprung          | Giulia Steingruber              | Noel van Klaveren | Larisa Iordache                          |
| Stufenbarren    | Alija Mustafina                 | Jonna Adlerteg    | Marija Passeka                           |
| Schwebebalken   | Larisa Iordache                 | Laura Bulimar     | Anastassija Grischina                    |
| Bodenturnen     | Xenija Afanassjewa              | Larisa Iordache   | Laura Bulimar                            |

## Teilnehmer
Je Land konnten 6 Männer und 4 Frauen an den Start gehen.
Es nahmen an den Wettkämpfen 235 Sportler (161 Männer, 74 Frauen) aus 37 Ländern teil.
Teilnehmende Länder mit Zahl der Aktiven (Männer/Frauen):
| - Armenien (5/-) - Aserbaidschan (4/-) - Belgien (6/-) - Bulgarien (4/1) - Dänemark (6/4) - Deutschland (6/3) - Finnland (6/4) - Frankreich (6/-) - Griechenland (5/3) - Irland (4/2) - Island (2/4) - Israel (2/1) | - Italien (6/4) - Kroatien (6/1) - Lettland (2/1) - Litauen (3/2) - Luxemburg (1/-) - Monaco (1/-) - Niederlande (6/2) - Norwegen (6/1) - Österreich (6/3) - Polen (5/1) - Portugal (4/2) - Rumänien (6/2) - Russland (6/4) | - Schweden (2/2) - Schweiz (4/4) - Slowakei (2/1) - Slowenien (4/2) - Spanien (2/2) - Tschechien (3/2) - Türkei (6/3) - Ukraine (6/4) - Ungarn (4/3) - Vereinigtes Königreich (6/4) - Belarus (6/2) - Zypern (2/-) |

### Deutsche Mannschaft
- Frauen: Cagla Akyol, Lisa Hill, Sophie Scheder
- Männer: Andreas Bretschneider, Matthias Fahrig, Fabian Hambüchen, Marcel Nguyen, Ivan Rittschik, Andreas Toba

### Schweizerische Mannschaft
- Frauen: Jessica Diacci, Ilaria Käslin, Laura Schulte, Giulia Steingruber
- Männer: Pascal Bucher, Claudio Capelli, Lucas Fischer, Daniel Groves, Marco Walter

### Österreichische Mannschaft
- Frauen: Lisa Ecker, Elisa Hämmerle, Jasmin Mader
- Männer: Marco Baldauf, Xheni Dyrmishi, Michael Fussenegger, Fabian Leimlehner, Matthias Schwab

## Detaillierte Ergebnisse

### Mehrkampf
| Rang | Athlet          | Boden  |        | Ringe  | Sprung | Barren |        | Gesamt |
| ---- | --------------- | ------ | ------ | ------ | ------ | ------ | ------ | ------ |
|      | Dawid Beljawski | 15.266 | 14.900 | 14.633 | 15.400 | 15.000 | 14.600 | 89.799 |
|      | Max Whitlock    | 15.500 | 15.366 | 14.208 | 14.433 | 14.966 | 14.633 | 89.106 |
|      | Oleh Wernjajew  | 14.333 | 14.066 | 14.733 | 15.500 | 15.666 | 14.100 | 88.398 |
| 4    | Oleh Stepko     | 14.733 | 14.900 | 14.666 | 13.966 | 15.433 | 14.400 | 88.098 |
| 5    | Daniel Purvis   | 14.400 | 14.200 | 14.533 | 14.800 | 14.466 | 14.333 | 86.732 |
| 6    | Fabian Gonzales | 14.800 | 14.200 | 13.833 | 14.966 | 14.300 | 14.400 | 86.499 |
| 7    | Andreas Toba    | 13.966 | 13.733 | 14.400 | 15.033 | 13.533 | 14.766 | 85.431 |
| 8    | Artur Dawtjan   | 14.066 | 13.700 | 14.466 | 15.000 | 14.000 | 13.800 | 85.032 |
| 9    | Claudio Capelli | 14.100 | 13.833 | 13.566 | 14.866 | 14.433 | 14.133 | 84.931 |

| Rang | Athletin              | Sprung |        | Balken | Boden  | Gesamt |
| ---- | --------------------- | ------ | ------ | ------ | ------ | ------ |
|      | Alija Mustafina       | 15.033 | 15.133 | 14.400 | 14.466 | 59.032 |
|      | Larisa Iordache       | 14.900 | 13.833 | 14.833 | 14.866 | 58.432 |
|      | Anastassija Grischina | 14.900 | 15.033 | 14.133 | 13.866 | 57.932 |
| 4    | Diana Bulimar         | 14.766 | 13.666 | 14.400 | 14.233 | 57.065 |
|      | Giulia Steingruber    | 15.066 | 13.800 | 14.366 | 13.833 | 57.065 |
| …    |                       |        |        |        |        |        |
| 13   | Ilaria Käslin         | 13.733 | 13.166 | 13.933 | 12.800 | 53.632 |
| 14   | Lisa Hill             | 13.766 | 14.366 | 11.966 | 13.300 | 53.398 |
| …    |                       |        |        |        |        |        |
| 19   | Lisa Ecker            | 13.766 | 12.500 | 14.400 | 12.525 | 51.191 |
| …    |                       |        |        |        |        |        |
| 23   | Elisa Hämmerle        | 13.933 | 12.366 | 11.033 | 12.600 | 49.932 |

### Gerätefinals Männer
| Rang | Athlet             | Punkte |
| ---- | ------------------ | ------ |
|      | Max Whitlock       | 15.333 |
|      | Alexander Shatilov | 15.333 |
|      | Andrea Cingolani   | 14.900 |
| 4    | Flavius Koczi      | 14.666 |
| 5    | Sam Oldham         | 14.400 |
|      | Dawid Beljawski    | 14.400 |
| 7    | Matthias Fahrig    | 13.733 |
| 8    | Jeffrey Wammes     | 13.666 |

| Rang | Athlet             | Punkte |
| ---- | ------------------ | ------ |
|      | Daniel Keatings    | 15.600 |
|      | Krisztián Berki    | 15.533 |
|      | Max Whitlock       | 15.500 |
| 4    | Alberto Busnari    | 15.433 |
| 5    | Harutjun Merdinjan | 15.366 |
| 6    | Donny Truyens      | 15.133 |
| 7    | Saso Bertoncely    | 15.000 |
| 8    | Filip Ude          | 14.266 |

| Rang | Athlet                    | Punkte |
| ---- | ------------------------- | ------ |
|      | Samir Aït Saïd            | 15.466 |
|      | Ihor Radiwilow            | 15.466 |
|      | Danny Phinheiro-Rodrigues | 15.433 |
|      | Matteo Morandi            | 15.433 |
| 5    | Eleftherios Petrounias    | 15.400 |
|      | Denis Abljasin            | 15.400 |
| 7    | Yuri van Gelder           | 15.366 |
| 8    | Marcel Nguyen             | 15.133 |

| Rang | Athlet           | Punkte |
| ---- | ---------------- | ------ |
|      | Denis Abljasin   | 15.408 |
|      | Flavius Koczi    | 14.887 |
|      | Artur Dawtjan    | 14.886 |
| 4    | Petrius Laulumaa | 14.799 |
|      | Ihor Radiwilow   | 14.678 |
| 6    | Oleh Wernjajew   | 14.666 |
| 7    | Jeffrey Wammes   | 14.333 |
| 8    | Matthias Fahrig  | 13.849 |

| Rang | Athlet          | Punkte |
| ---- | --------------- | ------ |
|      | Oleh Stepko     | 15.766 |
|      | Lucas Fischer   | 15.633 |
|      | Dawid Beljawski | 15.533 |
| 4    | Marcel Nguyen   | 15.500 |
| 5    | Oleh Wernjajew  | 15.333 |
| 6    | Emin Garibow    | 14.200 |
| 7    | Vasile Muntean  | 13.866 |
| 8    | Pascal Bucher   | 13.566 |

| Rang | Athlet               | Punkte |
| ---- | -------------------- | ------ |
|      | Emin Garibow         | 15.433 |
|      | Sam Oldham           | 15.133 |
|      | Aliaksandr Tsarevich | 14.833 |
| 4    | Alexandar Shatilov   | 14.733 |
| 5    | Andrej Lichawizki    | 14.466 |
| 6    | Fabian Hambüchen     | 13.966 |
| 7    | Marijo Možnik        | 13.933 |
| 8    | Ashley Watson        | 13.833 |

### Gerätefinals Frauen
| Rang | Athletin           | Punkte |
| ---- | ------------------ | ------ |
|      | Giulia Steingruber | 14.750 |
|      | Noel van Klaveren  | 14.466 |
|      | Larisa Iordache    | 14.466 |
| 4    | Ofir Nezer         | 14.166 |
| 4    | Teja Belak         | 14.166 |
| 6    | Chantysha Netteb   | 13.533 |
| 7    | Marija Passeka     | 13.499 |
| 8    | Tijana Tkalcec     | 13.183 |

| Rang | Athletin        | Punkte |
| ---- | --------------- | ------ |
|      | Alija Mustafina | 15.300 |
|      | Jonna Adlerteg  | 14.633 |
|      | Marija Passeka  | 14.400 |
| 4    | Sophie Scheder  | 14.366 |
| 5    | Giorgia Campana | 14.066 |
| 6    | Ida Gustafsson  | 13.166 |
| 7    | Rebecca Downie  | 13.000 |
| 8    | Rubi Harold     | 12.900 |

| Rang | Athletin              | Punkte |
| ---- | --------------------- | ------ |
|      | Larisa Iordache       | 15.266 |
|      | Laura Bulimar         | 14.833 |
|      | Anastassija Grischina | 14.366 |
| 4    | Carlotta Ferlito      | 14.066 |
| 5    | Katarzyna Jurkowska   | 13.866 |
| 6    | Ruby Harrold          | 13.633 |
| 7    | Elisa Meneghini       | 13.133 |
| 8    | Olena Vasylieva       | 9.933  |

| Rang | Athletin              | Punkte |
| ---- | --------------------- | ------ |
|      | Xenija Afanassjewa    | 15.166 |
|      | Larisa Iordache       | 14.733 |
|      | Laura Bulimar         | 14.533 |
| 4    | Anastassija Grischina | 14.233 |
| 5    | Carlotta Ferlito      | 14.216 |
| 6    | Giulia Steingruber    | 14.100 |
| 7    | Roxana Popa Nedelcu   | 13.900 |
| 8    | Krystyna Sankova      | 12.866 |

## Medaillenspiegel
Stand: 21. April 2013 (Endstand nach 12 von 12 Wettbewerben)
|      |                        |      |        |        |        |
| Rang | Land                   | Gold | Silber | Bronze | Gesamt |
| 1    | Russland               | 3    | –      | 1      | 4      |
| 2    | Vereinigtes Königreich | 2    | 2      | 1      | 5      |
| 3    | Ukraine                | 2    | –      | 1      | 3      |
| 4    | Frankreich             | 1    | –      | 1      | 2      |
| 6    | Israel                 | 1    | –      | –      | 1      |
| 6    | Rumänien               | –    | 1      | –      | 1      |
|      | Schweiz                | –    | 1      | –      | 1      |
|      | Ungarn                 | –    | 1      | –      | 1      |
| 9    | Italien                | –    | –      | 2      | 2      |
| 10   | Armenien               | –    | –      | 1      | 1      |
|      | Belarus                | –    | –      | 1      | 1      |

|      |             |      |        |        |        |
| Rang | Land        | Gold | Silber | Bronze | Gesamt |
| 1    | Russland    | 3    | –      | 3      | 6      |
| 2    | Rumänien    | 1    | 4      | 1      | 6      |
| 3    | Schweiz     | 1    | –      | –      | 1      |
| 4    | Niederlande | –    | 1      | –      | 1      |
| 5    | Schweden    | –    | 1      | –      | 1      |

|      |                        |      |        |        |        |
| Rang | Land                   | Gold | Silber | Bronze | Gesamt |
| 1    | Russland               | 6    | –      | 3      | 10     |
| 2    | Vereinigtes Königreich | 2    | 2      | 1      | 5      |
| 3    | Ukraine                | 2    | –      | 1      | 3      |
| 4    | Rumänien               | 1    | 5      | 1      | 7      |
| 5    | Schweiz                | 1    | 1      | –      | 2      |
| 6    | Frankreich             | 1    | –      | 1      | 2      |
| 7    | Israel                 | 1    | –      | –      | 1      |
| 8    | Niederlande            | –    | 1      | –      | 1      |
|      | Schweden               | –    | 1      | –      | 1      |
|      | Ungarn                 | –    | 1      | –      | 1      |
| 11   | Italien                | –    | –      | 2      | 2      |
| 12   | Armenien               | –    | –      | 1      | 1      |
|      | Belarus                | –    | –      | 1      | 1      |